# Ligue Frontière
La ligue Frontière ou ligue Frontier (en anglais Frontier League) est une ligue indépendante de baseball professionnel implantée au Canada et aux États-Unis, dans l'Est et le Midwest. Malgré son statut de ligue indépendante, la ligue Frontière est partenaire des ligues majeures dans le développement des joueurs.
La ligue Frontière commence ses activités en 1993. En 2019, elle absorbe la ligue Can-Am. En 2025, la ligue compte dix-huit équipes.

## Fonctionnement

### Structure
La ligue Frontière est une association nord-américaine d'équipes sportives professionnelles qui rassemble des franchises de baseball implantées au Canada et aux États-Unis. La ligue organise annuellement une compétition entre les seize équipes qui la composent.
Les dix-huit franchises sont divisées au sein de deux associations, Atlantic et Midwest, qui comptent chacune quatre divisions de quatre ou cinq équipes.
La ligue est dirigée par Steve Tahsler, qui en était autrefois le commissaire adjoint,. Bill Lee, commissaire de la ligue pendant 27 ans, est nommé commissaire émérite en 2021 afin de reconnaître son travail de développement.

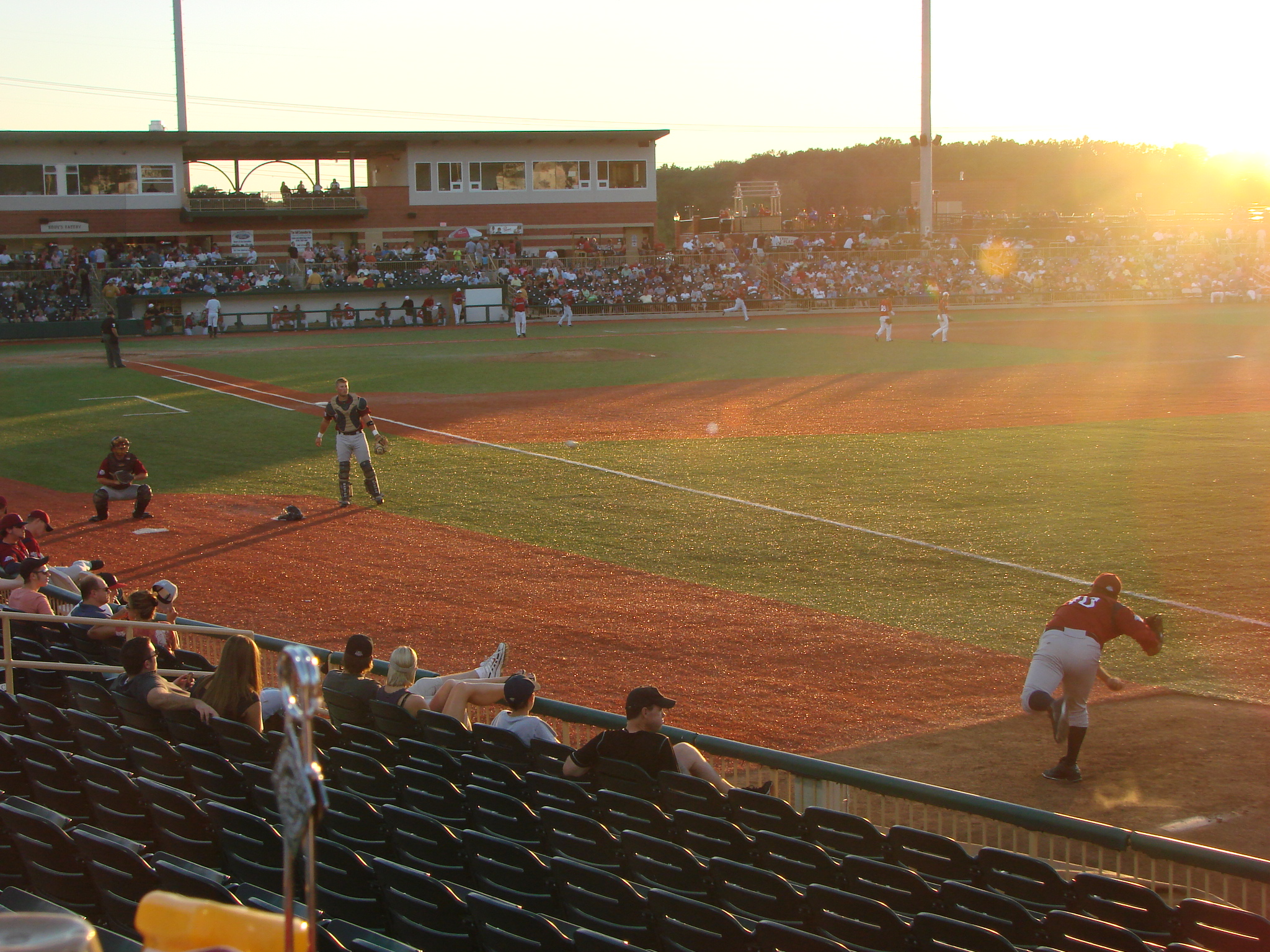
Le stade des Crushers de Lake Erie accueille le siège social de la ligue.

Les bureaux de la ligue sont situés à Avon (Ohio).

### Calendrier
En règle générale, les équipes jouent une saison régulière de 96 parties, qui s'étire de mai à septembre. Au terme de la saison, des séries éliminatoires permettent de déterminer le vainqueur du championnat.
Dans chaque chaque division, l'équipe ayant obtenu le plus grand pourcentage de victoires participe aux séries éliminatoires. Une course au quatrième as (wild card, en anglais) permet aux équipes ayant obtenu la meilleure fiche, sans égard à leur division d'appartenance, de se qualifier pour les séries éliminatoires. En première ronde, les équipes s'étant qualifiées lors de la course au quatrième as affrontent les champions de division dans une série deux de trois. Le championnat d'association oppose les vainqueurs de la première ronde dans une série trois de cinq. La série de championnat oppose les vainqueurs de la série précédente. Le championnat est remporté par l'équipe qui gagne trois matches lors de cette série.
L'assistance annuelle cumulée pour l'ensemble des matches est supérieure à 1 000 000, et la plupart des équipes vendent plus de 100 000 billets par saison.

### Composition des équipes

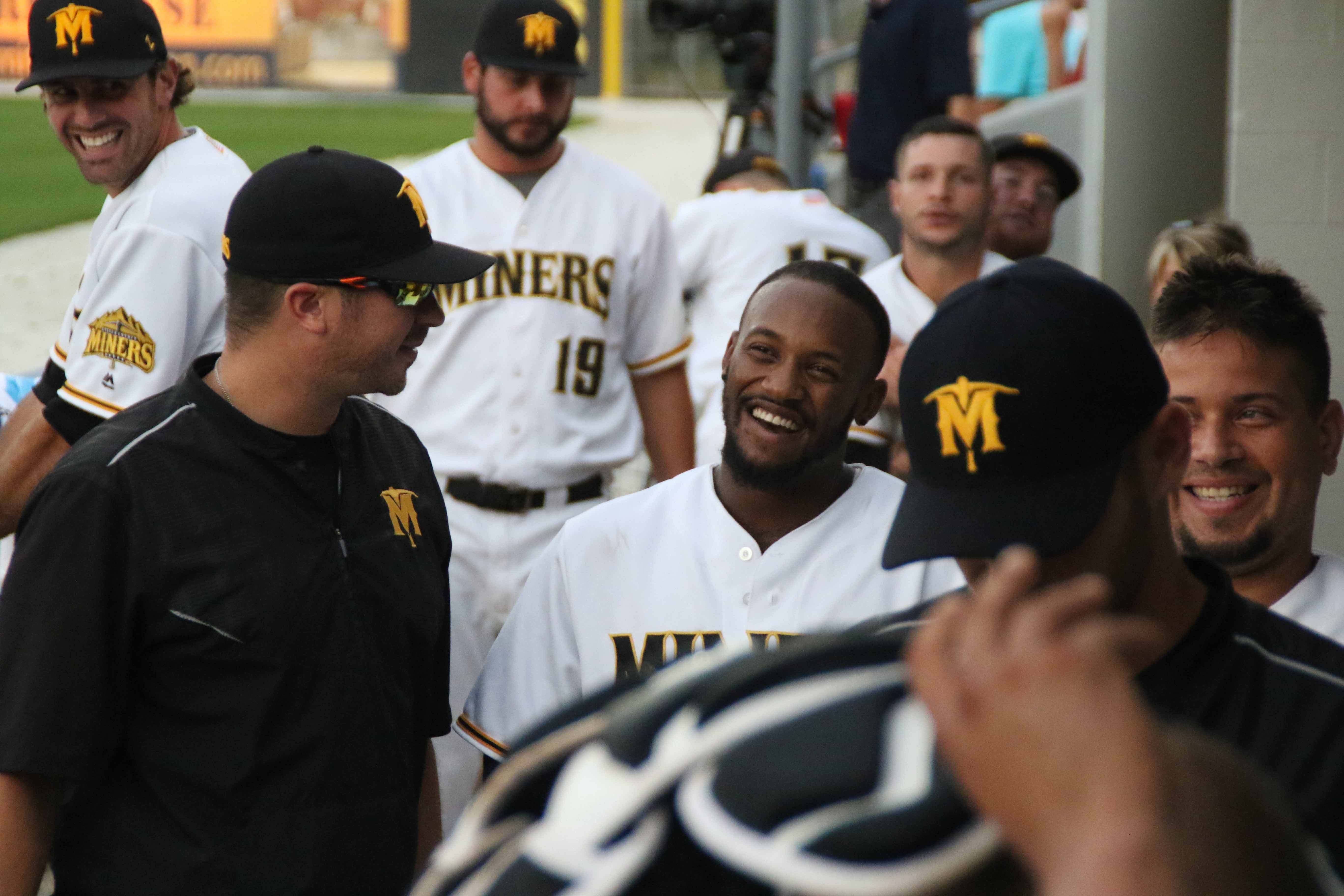
Des joueurs et des entraîneurs des Miners de Sussex County.

Chaque équipe de la ligue Frontière doit compter une formation composée de 22 à 24 joueurs actifs. La formation doit compter :
- Au moins dix recrues âgées de moins de 25 ans;
- Au moins six joueurs âgés de 26 à 27 ans;
- Au plus huit vétérans âgés de 27 ans et plus, dont maximum deux âgés de plus de 30 ans[2].

Les joueurs comptant moins de 75 présences au bâton, 15 présences à la défense ou 30 manches lancées ne sont pas comptés dans l'effectif régulier. Aussi, les anciens combattants bénéficient d'une exemption du statut de vétéran selon le nombre d'années passées dans les forces armées.
Les joueurs des ligues indépendantes reçoivent généralement entre 600 et 5 000 $ mensuellement au cours de la saison,. Dans la Frontière, la rémunération des recrues est limitée à 1 600 $ par mois, tandis que les vétérans peuvent être rémunérés à hauteur de 2 500 $ chaque mois, et le joueur le mieux payé peut recevoir jusqu'à 4 000 $. En 2020, le plafond salarial est augmenté de 75 000 à 85 000 $,. 

### Règle supplémentaires
En plus d'appliquer les règles de la Ligue majeure de baseball, la ligue Frontière applique une règle inédite de bris d'égalité après la 10e manche. Cette règle prévoit une demi-manche de mort subite qui suit une 10e manche jouée selon la règle internationale de bris d'égalité,. Préalablement à cette demi-manche, le gérant de l'équipe hôte détermine si son équipe jouera à la défense ou au bâton. Le joueur précédant le prochain frappeur en lice est ensuite placé sur le premier but. L'équipe au bâton remporte le match si elle parvient à marquer. La victoire appartient plutôt à l'équipe défensive si elle réussit à blanchir son adversaire. Cette règle élaborée par Dennis Pelfrey (maintenant gérant des Flying Squirrels de Richmond), puis perfectionnée par les gérants des Capitales de Québec, des Titans d'Ottawa et des Otters d'Evansville (en).

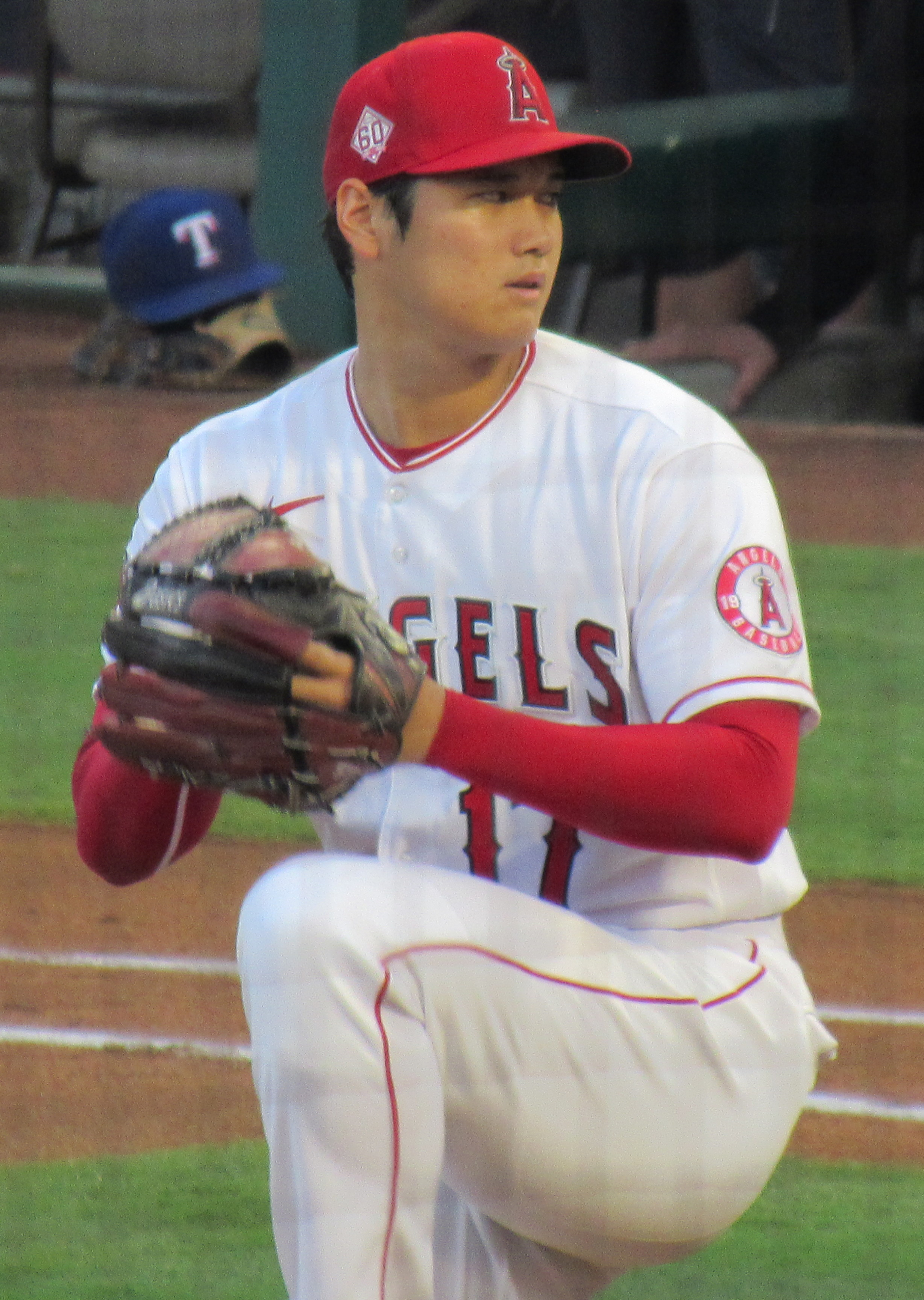
Shohei Ohtani, premier joueur des ligues majeures depuis Babe Ruth à occuper à la fois les positions de lanceur, voltigeur et frappeur désigné.

Depuis 2022, la ligue Frontière applique aussi la règle « Shohei Ohtani », qui permet à un lanceur retranché de conserver sa place de frappeur désigné au cours d'une même partie. Cette règle est instaurée entre autres afin d'accommoder les Capitales et les Grizzlies du Gateway (en).

## Histoire
La ligue Frontière commence ses activités en 1993, avec huit équipes localisées le long de la rivière Ohio au Kentucky, en Ohio et en Virginie-Occidentale. Le nom choisi pour désigner la ligue rappelle les aventures de Davy Crockett et évoque la frontière traditionnelle entre la partie colonisée, à l'est, et l'ouest sauvage, avant la Conquête de l'Ouest.
La ligue connaît une première saison mouvementée, tandis que deux des huit équipes cessent abruptement leurs activités au début du calendrier; les Coal Sox de Virginie-Occidentale et les Tomahawks de Tri-State (en), basées dans la région métropolitaine d'Huntington-Ashland (en), jouent une dizaine de parties avant de fermer les livres,,. Lors de cette même saison, la ligue autorise le transfert de onze joueurs vers les ligues mineures et, à l'issue de la saison, quatre autres joueurs signent un contrat avec une équipe affiliée. Le premier championnat est remporté par les Greys de Zanesville (en), qui défont les Redcoats de la vallée de l'Ohio (en). Les Explorers de Portsmouth (en), les Paints de Chillicothe (en), les Rifles du Kentucky (en), les Scouts de Lancaster (en) sont les autres équipes fondatrices de la ligue.
En 1994, Kendra Hanes des Rifles du Kentucky devient la première femme à jouer dans une ligue professionnelle de baseball depuis Connie Morgan (en).
En 2018, 35 joueurs de la ligue Frontière avaient atteint les ligues majeures. Brian Tollberg (en) est le premier joueur issu de la Frontière à atteindre le plus haut niveau de baseball professionnel lorsqu'il intègre la formation des Padres de San Diego en 2000. Morgan Burkhart (en) le suit de près, intégrant les Red Sox de Boston quelques semaines plus tard. Brendan Donnelly (en) est le premier joueur ayant joué au sein du circuit indépendant à remporter les séries mondiales (en 2002, avec les Angels d'Anaheim), et le premier à être choisi pour le match des étoiles de la Ligue majeure de baseball (en 2003).

### 2019-2020: absorption de la ligue Can-Am
Le 16 octobre 2019, il a été annoncé que la ligue Frontier fusionnerait avec la ligue Can-Am, absorbant cinq de ses équipes pour former la plus grande ligue indépendante de baseball. Cela a ajouté les Jackals du New Jersey, les Boulders de New York, les Capitales de Québec, les Miners de Sussex County et les Aigles de Trois-Rivières à la ligue. Les Champions d'Ottawa, la dernière équipe restante de la Ligue Can-Am, n'ont pas été invités à participer. Les divisions ont été renommées, les équipes les plus à l'est jouant dans la Division Can-Am et les plus à l'ouest dans la Division Midwestern.

### 2021: ajustements temporaires en raison de la pandémie de COVID-19
Pour la saison 2021, la ligue Frontière a annoncé qu'elle ajouterait deux nouvelles équipes. La première annonce est intervenue à peu près au même moment que l'annonce du partenariat avec la Ligue majeure de baseball, alors qu'Ottawa s'est vu octroyer une franchise d'expansion dans la ligue. L'équipe, choisie par les fans lors d'un concours, a été nommée les Titans et jouera au Parc RCGT. Puis, le 8 janvier 2021, après la réorganisation de la Ligue mineure de baseball, la ligue a ajouté les ValleyCats de Tri-City, l'une des nombreuses équipes orphelines ou dissoutes lors de la fermeture de la New York Penn League. Les Titans et les ValleyCats rejoignent les cinq anciennes équipes de la Ligue Can-Am et Washington dans la Division Can-Am; pour égaliser les divisions à sept équipes, Lake Erie a été transféré à la Division Midwestern.
Le 22 avril 2021, la ligue a annoncé que les Capitales de Québec, les Aigles de Trois-Rivières et les Titans d'Ottawa ne participeraient pas à la saison 2021 en raison de la fermeture prolongée de la frontière canado-américaine en raison de la pandémie de COVID-19 en cours. Les Titans, les Aigles et Capitales ont ensuite uni leurs forces pour former une nouvelle équipe qui concourra en tant que membre de la Division Nord-Est. Connu sous le nom d'Équipe Québec, ils ont commencé la saison en équipe itinérante, et à partir du 30 juillet 2021, ont commencé à partager des matchs à domicile entre Québec et Trois-Rivières à la suite d'un assouplissement des restrictions frontalières. Dix matchs ont été disputés à Québec et onze à Trois-Rivières. Ils n'ont pas joué à Ottawa en raison des restrictions de COVID-19 en Ontario.
Le 6 octobre 2021, les propriétaires des Miners de Southern Illinois, Jayne et John Simmons, ont annoncé qu'ils se retireraient du baseball professionnel pour passer plus de temps avec leur famille et que les Miners cesseraient leurs activités et abandonneraient la ligue Frontière.

### Depuis 2022: période d'expansion
Avec le départ des Miners de Southern Illinois, la ligue a annoncé qu'il y aurait une équipe itinérante, les Grays de l'Empire State. L'équipe a joué durant les saisons 2022 et 2023.
Les Knockouts de la Nouvelle-Angleterre ont succédé aux Greys. L'équipe, d'abord nommée les « Chowdahheads » (une terme de l'argot bostonien pour une personne stupide), est renommée le Rox de Brockton pour la saison 2025.
Toujours pour 2025, a ligue autorise deux nouvelles franchises dans le sud-est des États-Unis : les Mud Monsters du Mississppi (en) et les Bird Dawgs de Down East (en).

## Équipes
| Conférence | Équipe                      | Fondation | Ville                      | Stade                     | Capacité |
| ---------- | --------------------------- | --------- | -------------------------- | ------------------------- | -------- |
| Atlantic   | Aigles de Trois-Rivières    | 2013      | Trois-Rivières (Québec)    | Stade Quillorama          | 4 000    |
| Atlantic   | Boulders de New York        | 2011      | Pomona (New York)          | Stade Clover              | 6 362    |
| Atlantic   | Bird Dawgs de Down East     | 2025      | Kinston (Caroline du Nord) | Stade Grainger            | 3 400    |
| Atlantic   | Capitales de Québec         | 1999      | Québec (Québec)            | Stade Canac               | 4 297    |
| Atlantic   | Jackals du New Jersey       | 1998      | Paterson (New Jersey)      | Stade Hinchliffe          | 7 800    |
| Atlantic   | Miners de Sussex County     | 2015      | Augusta (New Jersey)       | Skylands Stadium          | 4 500    |
| Atlantic   | Rox de Brockton             | 2024      | Brockton (Massachusetts)   | Stade Campanelli (en)     | 4 750    |
| Atlantic   | Titans d'Ottawa             | 2020      | Ottawa (Ontario)           | Stade d'Ottawa            | 10 332   |
| Atlantic   | ValleyCats de Tri-City      | 2002      | Troy (New York)            | Stade Joseph L. Bruno     | 4 500    |
| Midwest    | Boomers de Schaumburg       | 2012      | Schaumburg (Illinois)      | Stade Wintrust Field (en) | 7 365    |
| Midwest    | Crushers du Lac Érié        | 2009      | Avon (Ohio)                | Stade des Crushers (en)   | 3 500    |
| Midwest    | Grizzlies de Gateway        | 2001      | Sauget (Illinois)          | Grizzlies Ballpark        | 6 000    |
| Midwest    | Otters d'Evansville         | 1995      | Evansville (Indiana)       | Bosse Field               | 5 181    |
| Midwest    | Mud Monsters du Mississippi | 2024      | Pearl (Mississippi)        | Trustmark Park            | 6 500    |
| Midwest    | Slammers de Joliet          | 2011      | Joliet (Illinois)          | Stade des Slammers        | 6 229    |
| Midwest    | ThunderBolts de Windy City  | 1995      | Crestwood (Illinois)       | Ozinga Field              | 2 557    |
| Midwest    | Wild Things de Washington   | 2002      | Washington (Pennsylvanie)  | EQT Park                  | 3 200    |
| Midwest    | Y'alls de Florence          | 2003      | Florence (Kentucky)        | Thomas More Stadium       | 5 000    |

### Conquêtes du championnat par franchise

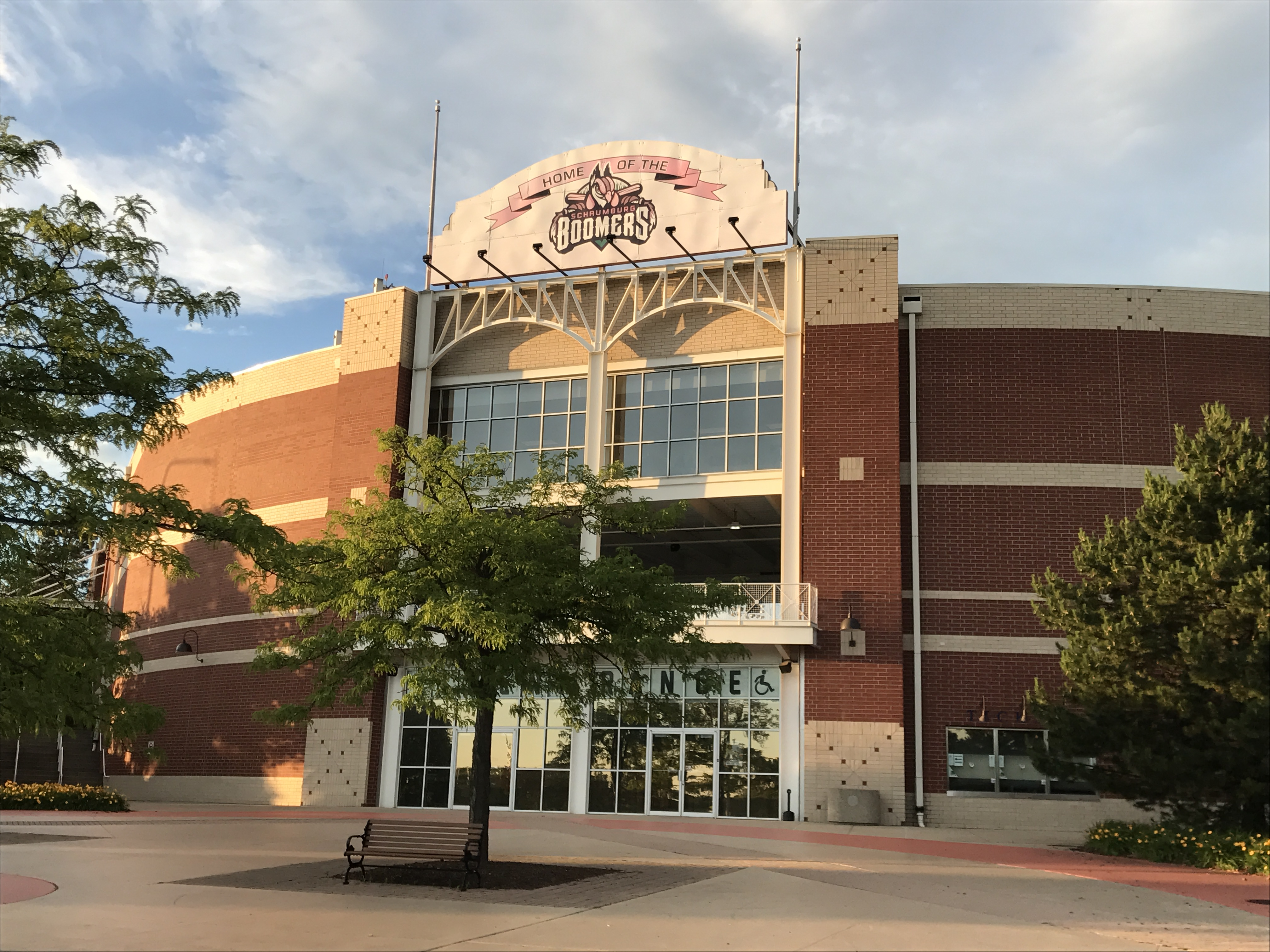
Le Wintrust Field est le domicile des champions les plus primés de la ligue, les Boomers de Schaumburg.

- Boomers de Schaumburg (en) : 2013, 2014, 2017, 2021
- Capitals de Springfield/RiverHawks de Rockford (en) : 1996, 1998, 2004
- Greys de Zanesville/Rascals de River City (en) : 1993, 2010, 2019
- Roosters de Richmond/Beach Bums de Traverse City (en) : 2001, 2002, 2015
- Sailors d'Erie/Steal de Johnstown/Johnnies de Johnstown/Y'alls de Florence (en) : 1994, 1995, 2000
- Capitales de Québec : 2022, 2023, 2024
- Otters d'Evansville (en) : 2006, 2016
- Slammers de Joliet (en) : 2011, 2018
- ThunderBolts de Windy City (en) : 2007, 2008
- Crocodiles de Canton (en) : 1997
- Crushers du Lac Érié (en) : 2009
- Grizzlies du Gateway (en) : 2003
- Kings de Kalamazoo (en) : 2005
- Miners de l'Illinois du Sud (en) : 2012
- Werewolves de London (en) : 1999

### Assistance record
Le 4 juillet 2021, les Boulders de New York avaient joués un match au Palisades Credit Union Park contre les Wild Things de Washington devant une foule de 8 363 spectateurs. Les Boulders avaient remporté le match 4 à 3 contre Washington. Les Boomers de Schaumburg avaient également établi un record d’assistance depuis 2019. Le 4 juillet 2021 également, 7 623 partisans avaient rempli le Wintrust Field à pleine capacité et encore plus. Les Boomers avaient perdu le match 9-2 contre les Miners de Southern Illinois.